# ソールズベリー (メリーランド州)
ソールズベリー（英: Salisbury、[ˈsɔːlzbəri]）は、アメリカ合衆国メリーランド州の都市。ワイカミコ郡の郡庁所在地である。人口は3万3050人（2020年）。メリーランド州東海岸地域では最大の都市である。ソールズベリー都市圏の中核である。デルマーバ半島の商業中心であり「デルマーバの交差点」を自称している。
ボルチモアから171キロメートル、ワシントンD.C.から192キロメートル、デラウェア州の州都ドーバーからは80キロメートルに位置している。

## 歴史

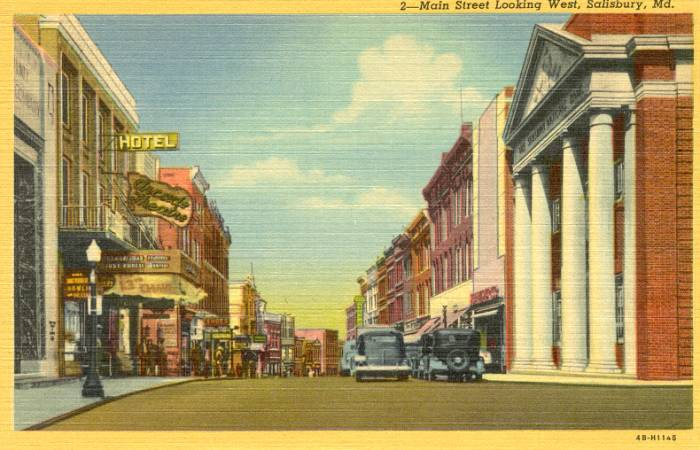
メインストリート、1920年

ソールズベリーの位置はウィコミコ川の水源にあり、これが成長の主要因だった。最初はボルティモア卿が設置した小さな植民地前進基地だった。1732年、ソールズベリーが公式の港となり、メリーランドではボルチモアに次いで2番目の活動的な海港になった。
市内にあるアメリカ合衆国国家歴史登録財に登録されているものとして、ジリス・グリア邸、ハニーサックル・ロッジ、ウィリアム・P・ジャクソン上院議員邸、ペンバートン・ホール、ペリー・クーパー邸、ポプラヒル邸宅、ユニオン駅、F・レナード・ウェイルズ法律事務所がある。

## 地理

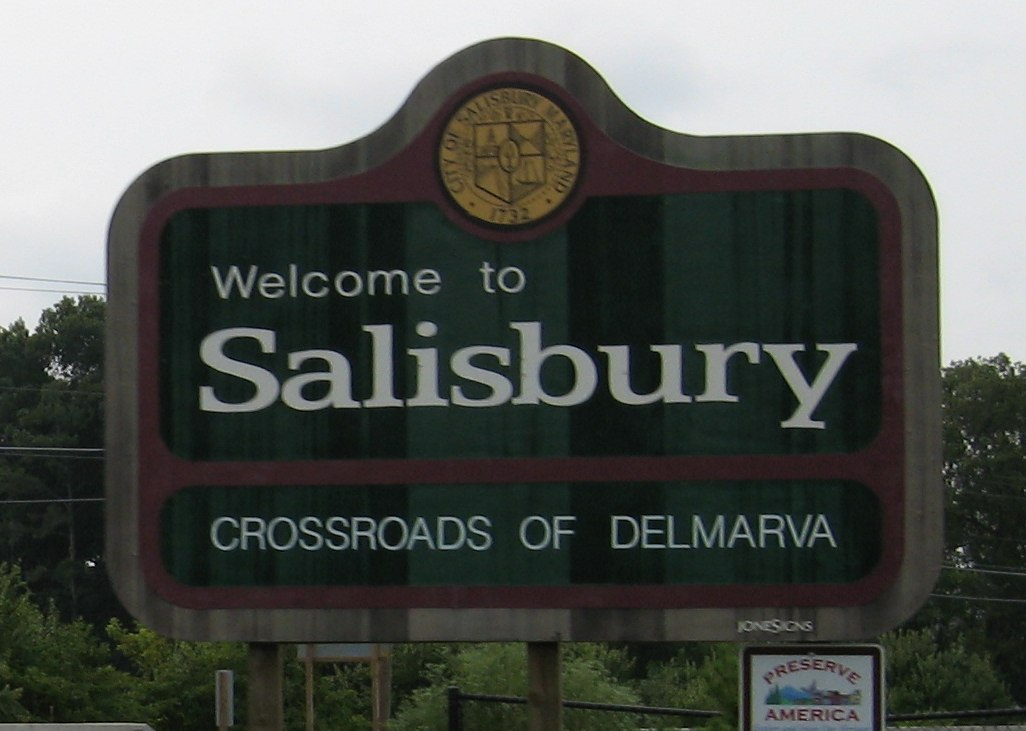
北のアメリカ国道13号線で市内に入る口の標識

ソールズベリーは北緯38度21分57秒 西経75度35分36秒 / 北緯38.36583度 西経75.59333度 (38.365806, -75.593361)に位置している。
アメリカ合衆国国勢調査局に拠れば、市域全面積は13.87平方マイル (35.92 km2)であり、このうち陸地13.40平方マイル (34.71 km2)、水域は0.47平方マイル (1.22 km2)で水域率は3.39%である。市内の標高は17フィートから45フィート (5.2 から 13.7 m) である。

## 気候
ソールズベリーの位置は大西洋海岸平原にあり、温暖湿潤気候帯にあって、暑く湿気た夏と温暖から冷涼な冬が特徴である。しかし、冬季は厳しい寒さになる時期もあり、北の地域で見られる吹雪が吹くこともある。日中の平均最高気温は1月の37.9°F (3.3 ℃) から7月の78.6°F (25.9 ℃) まで変化する。気温が90°F (32 ℃) を超えるのは年間22日、冬に最高気温が氷点を越えられない日は年間5.6日ある。年間平均降水量は45.9インチ (1,170 mm)、降雪量は9.9インチ (25.1 cm) である。ケッペンの気候区分では略号Cfaにある。
| ソールズベリー（1981年–2010年平均）の気候          | ソールズベリー（1981年–2010年平均）の気候 | ソールズベリー（1981年–2010年平均）の気候 | ソールズベリー（1981年–2010年平均）の気候 | ソールズベリー（1981年–2010年平均）の気候 | ソールズベリー（1981年–2010年平均）の気候 | ソールズベリー（1981年–2010年平均）の気候 | ソールズベリー（1981年–2010年平均）の気候 | ソールズベリー（1981年–2010年平均）の気候 | ソールズベリー（1981年–2010年平均）の気候 | ソールズベリー（1981年–2010年平均）の気候 | ソールズベリー（1981年–2010年平均）の気候 | ソールズベリー（1981年–2010年平均）の気候 | ソールズベリー（1981年–2010年平均）の気候 |
| 月                                                 | 1月                                       | 2月                                       | 3月                                       | 4月                                       | 5月                                       | 6月                                       | 7月                                       | 8月                                       | 9月                                       | 10月                                      | 11月                                      | 12月                                      | 年                                        |
| -------------------------------------------------- | ----------------------------------------- | ----------------------------------------- | ----------------------------------------- | ----------------------------------------- | ----------------------------------------- | ----------------------------------------- | ----------------------------------------- | ----------------------------------------- | ----------------------------------------- | ----------------------------------------- | ----------------------------------------- | ----------------------------------------- | ----------------------------------------- |
| 平均最高気温 °F （°C）                             | 46.0 (7.8)                                | 49.0 (9.4)                                | 57.3 (14.1)                               | 67.5 (19.7)                               | 75.7 (24.3)                               | 83.6 (28.7)                               | 87.4 (30.8)                               | 85.6 (29.8)                               | 79.8 (26.6)                               | 69.9 (21.1)                               | 60.0 (15.6)                               | 49.5 (9.7)                                | 67.6 (19.8)                               |
| 平均最低気温 °F （°C）                             | 29.8 (−1.2)                               | 31.5 (−0.3)                               | 37.8 (3.2)                                | 46.3 (7.9)                                | 55.0 (12.8)                               | 64.9 (18.3)                               | 69.8 (21)                                 | 68.0 (20)                                 | 61.3 (16.3)                               | 49.9 (9.9)                                | 41.8 (5.4)                                | 33.2 (0.7)                                | 49.1 (9.5)                                |
| 降水量 inch （mm）                                 | 3.61 (91.7)                               | 3.24 (82.3)                               | 4.40 (111.8)                              | 3.61 (91.7)                               | 3.51 (89.2)                               | 3.92 (99.6)                               | 4.54 (115.3)                              | 4.77 (121.2)                              | 4.04 (102.6)                              | 3.23 (82)                                 | 3.42 (86.9)                               | 3.60 (91.4)                               | 45.89 (1,165.7)                           |
| 降雪量 inch （cm）                                 | 3.4 (8.6)                                 | 3.3 (8.4)                                 | .9 (2.3)                                  | .2 (0.5)                                  | 0 (0)                                     | 0 (0)                                     | 0 (0)                                     | 0 (0)                                     | 0 (0)                                     | 0 (0)                                     | .2 (0.5)                                  | 1.8 (4.6)                                 | 9.9 (25.1)                                |
| 平均降水日数 （≥0.01 in）                          | 10.4                                      | 9.3                                       | 10.8                                      | 10.8                                      | 10.4                                      | 9.8                                       | 9.9                                       | 9.3                                       | 7.8                                       | 8.3                                       | 9.0                                       | 10.2                                      | 116                                       |
| 平均降雪日数 （≥0.1 in）                           | 2.0                                       | 1.6                                       | .6                                        | .3                                        | 0                                         | 0                                         | 0                                         | 0                                         | 0                                         | 0                                         | .1                                        | 1.0                                       | 5.5                                       |
| 出典：NOAA (snowfall at Wicomico Regional Airport) |                                           |                                           |                                           |                                           |                                           |                                           |                                           |                                           |                                           |                                           |                                           |                                           |                                           |

## 人口動態
ソールズベリーは、ウィコミコ郡、サマセット郡、ウースター郡、さらにデラウェア州のサセックス郡で構成されるソールズベリー都市圏の中核である。

### 2010年国勢調査
以下は2010年国勢調査による人口統計データである。
| 基礎データ - 人口: 30,343 人 - 世帯数: 11,983 世帯 - 家族数: 6,040 家族 - 人口密度: 874.3人/km2（2,264.4人/mi2） - 住居数: 13,401 軒 - 住居密度: 386.1軒/km2（1,000.1軒/mi2） 人種別人口構成 - 白人: 55.7% - アフリカン・アメリカン: 34.4% - ネイティブ・アメリカン: 0.3% - アジア人: 3.2% - 太平洋諸島系: 0.1% - その他の人種: 3.1% - 混血: 3.2% - ヒスパニック・ラテン系: 7.0% | 年齢別人口構成 - 18歳未満: 21.7% - 18-24歳: 22.9% - 25-44歳: 25.4% - 45-64歳: 18.8% - 65歳以上: 11.1% - 年齢の中央値: 28歳 - 性比（女性100人あたり男性の人口） - 総人口: 86.2 世帯と家族（対世帯数） - 18歳未満の子供がいる: 29.1% - 結婚・同居している夫婦: 26.4% - 未婚・離婚・死別女性が世帯主: 19.1% - 非家族世帯: 49.6% - 単身世帯: 32.5% - 65歳以上の老人1人暮らし: 12% - 平均構成人数 - 世帯: 2.42人 - 家族: 3.04人 |

### 2000年国勢調査
以下は2000年国勢調査による人口統計データである。
| 基礎データ - 人口: 23,743 人 - 世帯数: 9,061 世帯 - 家族数: 4,802 家族 - 人口密度: 828.1人/km2（2,145.5 人/mi2） - 住居数: 9,612 軒 - 住居密度: 335.2軒/km2（868.6 軒/mi2） 人種別人口構成 - 白人: 60.71% - アフリカン・アメリカン: 32.32% - ネイティブ・アメリカン: 0.23% - アジア人: 3.19% - 太平洋諸島系: 0.03% - その他の人種: 1.47% - 混血: 2.06% - ヒスパニック・ラテン系: 3.39% | 年齢別人口構成 - 18歳未満: 21.8% - 18-24歳: 21.8% - 25-44歳: 26.9% - 45-64歳: 17.0% - 65歳以上: 12.5% - 年齢の中央値: 29歳 - 性比（女性100人あたり男性の人口） - 総人口: 87.2 - 18歳以上: 82.9 世帯と家族（対世帯数） - 18歳未満の子供がいる: 27.4% - 結婚・同居している夫婦: 30.4% - 未婚・離婚・死別女性が世帯主: 18.2% - 非家族世帯: 47.0% - 単身世帯: 33.5% - 65歳以上の老人1人暮らし: 12.2% - 平均構成人数 - 世帯: 2.36人 - 家族: 3.00人 - 2005年に一戸建て建築戸数: 324戸 - 同平均価格: 119,358米ドル | 収入と家計 - 収入の中央値 - 世帯: 29,191米ドル - 家族: 35,527米ドル - 性別 - 男性: 26,829米ドル - 女性: 21,920米ドル - 人口1人あたり収入: 15,228米ドル - 貧困線以下 - 対人口: 23.8% - 対家族数: 16.5% - 18歳未満: 28.9% - 65歳以上: 10.2% |

## 犯罪
ソールズベリーの新聞「デイリー・タイムズ」の2013年の記事では、2012年の犯罪データに基づき、国内の人口25,000人から50,000人の町839か所のうち、「暴力犯罪」ではソールズベリーが第25位にランクされた。ソールズベリーの犯罪は2014年に、ここ10年来の低いレベルにあった。殺人、強姦、強盗といった暴力犯罪は、2004年の2,776件から2013年の2,091件まで減少していた。2006年の3,168件が最高だった。市の人口は2000年の23,743人から2010年には30,343人まで増加しており、これと反比例した結果になった。市では通勤者を含めた週日日中の人口を15万人から17万人と推計している。
ウェブサイトの「NeighborhoodScout」では、アメリカ国内の危険な都市100傑のリストを載せており、2013年のリストでソールズベリーは第53位だった。しかし、FBIはこのデータを都市の評価に使うことには注意を促している。

## 市政府
ソールズベリーはウィコミコ郡内の自治体である。政府形態は市憲章で定義した強い市長制を採用している。この形態では、行政機能は住民の投票で選ばれた市長に与えられる。市長の任期は4年間である。市長は市政府の様々な部門を監督する責任があるが、日々の管理は市管理官に任されている。立法と監督の機能は選挙で選ばれる市政委員会にある。委員5人は市内2つの選挙区から4年間任期で選出される。市の選挙は無党派選挙で行われる。通常会期の委員会会合は毎月第2および第4月曜日に委員会室で開催される。委員会のワークセッションは毎月第1および第3月曜日に開催される。
市政府には多くの小委員会がある。その中には準司法的なものもあり、以下のものがある。
- 自転車道と歩道諮問委員会
- 地区割り提訴委員会
- 建設委員会 - 調整と提訴
- 市中心地区委員会
- 選挙委員会
- 倫理委員会
- フレンズ・オブ・ポプラヒル邸宅
- グローンティーム
- 歴史地区委員会
- 住宅員会 - 調整と提訴
- マリーナ委員会
- 市長委員会、障碍者支援
- PAC 14 取締役会議
- 公園とレクリエーション委員会
- 企画 & 地区割り委員会
- リサイクル委員会
- 交通安全諮問委員会
- 動物園委員会

市政府は中心街のウェストチャーチ通りとノースディビジョン通り交差点にある政府オフィスビルに入っている。この施設は、ソールズベリー市とウィコミコ郡が共有している。市と郡は合同で企画 & 地区割り委員会を運営している。

### ソールズベリー市長
ソールズベリーでは下表27人の市長が歴任してきた。
| 指名                                | 着任年 | 離任年 |
| ----------------------------------- | ------ | ------ |
| A・G・トードバイン                  | 1888   | 1890   |
| トマス・ハンフリーズ                | 1890   | 1894   |
| ランドルフ・ハンフリーズ            | 1894   | 1898   |
| ジェフ・T・パーソンズ               | 1898   | 1900   |
| C・R・ディシャルーン                | 1900   | 1904   |
| チャールズ・E・ハーパー             | 1904   | 1910   |
| ウィリアム・F・バウンズ             | 1910   | 1912   |
| B・フランク・ケナリー               | 1912   | 1914   |
| ウィリアム・F・バウンズ             | 1914   | 1916   |
| I・E・ジョーンズ                    | 1916   | 1920   |
| W・アーサー・ケナリー               | 1920   | 1924   |
| L・トマス・パーカー・シニア         | 1924   | 1928   |
| ウェイド・H・インスリー・シニア     | 1928   | 1934   |
| E・シェルドン・ジョーンズ           | 1934   | 1936   |
| アルフレッド・T・トルイット・シニア | 1936   | 1938   |
| アーサー・W・ボイス                 | 1938   | 1940   |
| バージル・ヒッチェンス              | 1940   | 1946   |
| E・R・ホワイト・ジュニア            | 1946   | 1950   |
| ローリー・W・ヘイスティングス       | 1950   | 1958   |
| ジェレマイア・バリアント            | 1958   | 1959   |
| ボイド・E・マクラーノン             | 1959   | 1962   |
| フランク・H・モリス                 | 1962   | 1966   |
| ダラス・G・トルイット               | 1966   | 1974   |
| エルマー・F・ルアーク               | 1974   | 1982   |
| W・ポール・マーティン               | 1982   | 1998   |
| バリー・パーソンズ・ティルマン      | 1998   | 2009   |
| ジェイムズ・P・アイアトン・ジュニア | 2009   | -      |

### 全米都市賞
2010年6月18日、ソールズベリー市は全米都市賞を受賞した。
市はこの賞を下記3つのプロジェクトに対して受けた。
- ローズ通りとレイク通りの再活性化、非営利組織のソールズベリー地区住宅 Inc、メリーランド州、パークサイド高校CTEプログラム、ヘブロン・サービス銀行との共同で行い、東海岸コミュニティ基金からの助成金を得た
- 青年指導力アカデミー、8年生から11年生の生徒に指導力を指導した[21]
- ホームレス・イニシャティブ、非営利組織の希望と生命アウトリーチが運営するコード・ブルー・シェルターなど、非営利組織のNATRAからベテランの支援もうけてカウンセリングを行った

## 経済と企業
多国籍養鶏企業のパーデュー・ファームズがソールズベリーに本社を置いている。市内には他に電子部品のメーカー、薬品、造船、農業の企業がある。
大手雇用主としては、ソールズベリー大学、ベライゾン、半島地域医療センター、ノウランド・グループ、ペプシ・ボトリング・オブ・デルマーバがある。半島地域医療センターが雇用数では最大であり、パーデュー・ファームズは本社がある企業としては最大である（全社で22,000人近くを雇用している）ソールズベリー市から半径15マイル (24 km) 以内の労働市場は85,000人であり、半径30マイル (48 km) では101,000人となる。
地域航空会社のピードモント航空がウィコミコ郡の未編入領域、ソールズベリー市に近いソールズベリー・オーシャンシティ・ウィコミコ地域空港の敷地内に本社を置いている。

## 教育
ソールズベリー市内の公共教育はウィコミコ郡公共教育学区が管轄しており、高校3校と中等教育以後の学校3校がある。さらに私立学校も数校ある。
中等教育以後

公立: ソールズベリー大学、ウォー・ウィック・コミュニティカレッジ

私立:ソジューナー・ダグラス・カレッジ
中等教育:
 
公立: ジェイムズ・M・ベネット高校、パークサイド高校、ウィコミコ高校、ソールズベリー中学校、ウィコミコ中学校、ベネット中学校

私立: ソールズベリー・バプテスト・アカデミー、ソールズベリー・クリスチャン学校、ソールズベリー学校、フェイス・バプテスト学校、ステッピング・ストーンズ学習アカデミー
小学校:

公立: チップマン、グレンアベニュー、ノースソールズベリー、ウェストサイド中間、パインハースト、プリンス通り、ウェストソールズベリー、イーストソールズベリー

私立: ウィコミコ・デイスクール、ソールズベリー学校、ソールズベリー・クリスチャン学校、セントフランシス・ド・サール（ローマ・カトリック）、フェイス・バプテスト学校、ステッピング・ストーンズ学習アカデミー

## メディア

### 定期刊行物
- 「ザ・デイリー・タイムズ」
- 「ソールズベリー・インデペンデント」 - インデペンデント・ニューズメディア Inc. の週刊紙
- 「グランド・リビング・マガジン」 - 隔月刊雑誌
- 「メトロポリタン・マガジン」 - 月刊誌
- 「ウィコミコ・ウィークリー」 - 「ザ・デイリー・タイムズ」の週刊紙

### ラジオ
ソールズベリーで聴取できるラジオ局は、FM23局、AM3局があり、幅広いジャンルをカバーしている。

### テレビ
ソールズベリーでは全国ネットなど10のテレビ局の放送を視聴できる。

## 文化
毎年開催される年間行事には屋外のものが多い。さらに市と郡は多くの公園を維持しており、住民が自然美を楽しむことができるようにしている。ソールズベリー大学に関わる学者た演技者が生活の質を上げることに貢献している。
博物館やその他歴史的施設には、ソールズベリー大学樹木園、ソールズベリー動物園、野鳥芸術ワード博物館、アーサー・W・パーデュー・スタジアム、エドワード・H・ナブ・デルマーバ歴史と文化のセンター、チップマン文化センター、ポプラヒル邸宅、ソールズベリー・マリーナの港、ウィコミコ青年と市民センターがある。

### 公園と運動場
市内ではコンフォート安全帯遊技場、ドーバーデール公園と遊技場、エリザベス・W・ウッドコック公園と遊技場、ジャネット・P・チップマン・バウンドレス公園と遊技場、レイク通り公園と遊技場、ニュータウン公園、ニュータウン・カムデン・トット・ロット公園と遊技場、リバーウォーク公園、ソールズベリー市公園と動物園、ウォーターサイド公園と遊技場などの多くの公園を維持している。
ウィコミコ郡は郡の学校のそれぞれでレクリエーションのフィールドとコートを維持している。またソールズベリー市内に別の公園も維持している。ビリー・ジーン・ジャクソン・シニア公園、コールボーン・ミル池公園、インディアン・ビレッジ遊技場、レナーズ・ミル公園、ペンバートン歴史公園、シューメイカー公園、ウィンタープレース公園がある。

### スポーツ

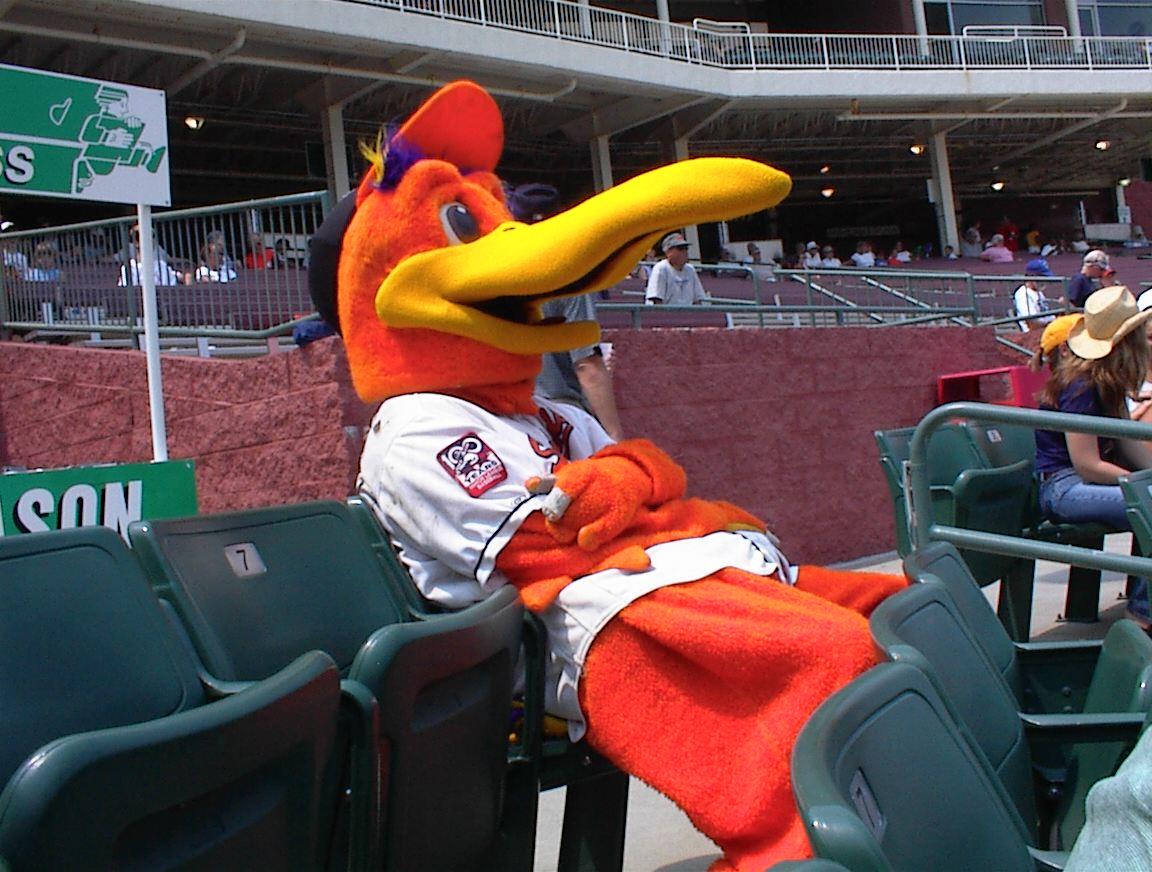
デルマーバ・ショアバーズのマスコット、シャーマン、パーデュー・スタジアムの観客席で

ソールズベリーは野球を支える豊富な歴史がある。東海岸野球リーグがここに本部を置いており、ソールズベリー・カージナルスとソールズベリー・インディアンスが本拠地にしていた。今日では、サウス・アトランティックリーグに属するデルマーバ・ショアバーズの本拠地である。アーサー・W・パーデュー・スタジアムには東海岸野球の殿堂がある。ショアバーズはボルチモア・オリオールズ傘下のAクラス・チームである。
ソールズベリーは大学スポーツ、ディビジョン3のソールズベリー・シーガルスも本拠地にしている。シーガルスはフットボール、フィールドホッケー、野球、ラクロスが強く、ラクロスではNCAAのタイトルを何度も取って来た。シーガル・スタジアムでは大学フットボール・チームが試合を行い、マッグス体育館ではバスケットボール・チームが試合を行っている。
マイナーリーグのフットボール・チーム、ウィコミコ・スタリオンズもソールズベリーを本拠地にしている。
ローラースケートのフラット・トラック・ローラー・ダービー・リーグに属する女子チーム、ソールズベリー・ローラーガールズもソールズベリーが本拠地である。

### 市の景観
ソールズベリー最古の地区には連邦様式、ジョージア調、ヴィクトリア様式の建築物が並んでいる。拡張していった地域にはタウンハウス、商店街などが並ぶ。各地区には特定の民族が集まっているところがある。
市内の地区としては、チャーチ通り地域、ダウンタウン、ハーバーポイント、マウントハーモン道路、ノースエンド、パークエリア、パインハースト、スミス通り地域、ウェストサイド、ドーバーデール地域、イーストサイド、ジョンソンレイク地域、ニュータウン、ノース・インダストリアル、プリンストン地域、国道13号線南、ユニバーシティ・サウスがある。

### 行事
- 第3金曜日[26] - 毎月第3金曜日に、中心街プラザで開催される。音楽生演奏、地元アーティスト、屋台など無料の芸術と娯楽のイベント
- クリティカル・マス (社会運動) - 毎月第3水曜日午後5時半、ゲリエリ大学センター前にて
- ソールズベリー祭[27] - 1982年から毎年4月最終週末にソールズベリー地域商工会議所が開催
- ソールズベリー・コミュニティカレッジ・バンド[28] - 夏の日曜日の夕方に、シティパークのバンドスタンドから5回のコンサートを行う
- パーネル・トーマス記念テニス選手権[29] - 毎年8月にソールズベリー大学で開催
- シーガル・センチュリー[30] - 毎年10月にメリーランド州東海岸でおこなう自転車ツーリング、62マイル (100 km) または100マイル　（160km) がある。ソールズベリー大学が主催
- クリスマス・パレード[31] - 毎年12月の第1日曜日にソールズベリー・ジェイシーの後援で開催

### 団体
市内で行事を主催する団体としては、ソールズベリー地域商工会議所、ソールズベリー・ジュニア商工会議所（別名ソールズベリー・ジェイシー）、ジュニア・アチーブメント・オブ・ジ・イースタンショア、東海岸のコミュニティ基金、ソールズベリー交響楽団、コミュニティ・プレイアーズ・オブ・ソールズベリー、ピース・アライアンス・オブ・ザ・ローワーショアがある。コミュニティ内の幾つかの教会もウィコミコ長老派教会やアズベリー・ユナイテッド・メソジスト教会など、音楽会を開催している。

## 姉妹都市
ソールズベリー市は下記の都市と姉妹都市を結んでいる。
- イギリス、ウィルトシャー、ソールズベリー[32]
- エストニア、タルトゥ
- 中国、大連市

## 交通

### 道路
ソールズベリー市内を2本の国道が通っている。アメリカ国道13号線はデルマーバ半島を南北に抜ける幹線道の1つである。国道50号線は半島を東西に横切る幹線道である。国道13号線はデラウェア州ドーバー市とバージニア州ノーフォーク市を繋いでおり、オーシャン・ハイウェイとも呼ばれている。50号線はボルチモア、ワシントン地域の幹線道であり、デルマーバ半島のオーシャンシティなど主要都市の多くを繋いでいる。オーシャン・ゲイトウェイとも呼ばれる。13号線と50号線は当初ソールズベリーの中心街事業地区を抜けていたが、市の外側を回るソールズベリー・バイパスに付け替えられた。以前の国道はそれぞれ産業道路とされている。
市内にはメリーランド州道12号線がスノーヒルとを繋ぎ、州道349号線はナンティコークとクァンティコとを繋いでいる。

### 航空と海路
ソールズベリーへの定期商業便はウィコミコ地域空港を利用する。この空港はメリーランド州でも2番目に利用客の多い空港である。デルマーバ半島では唯一の商業空港でもある。さらにソールズベリー港ではレクリエーション用ボートや商業タグボートの利用ができる。ウィコミコ川の航行可能な港はメリーランド州でも2番目に大きく繁華な港である。

### 公共交通
市内にはショア・トランジットがバス便を運行しており、またオーシャンシティの公共交通のような3郡内の地点とも繋いでいる。主要な乗り継ぎ地点はソールズベリー中心街のカルバート通りである。

## 著名な出身者
- アレクシス・デニソフ、俳優
- ジョン・グローヴァー、俳優[35]
- リンダ・ハミルトン、女優[35][36]